# Microsoft Paint
Paint är ett mycket enkelt rastergrafiskt ritprogram från Microsoft och ingår som tillbehör i alla Windows-versioner. Programmet är ett av de äldsta i operativsystemet. Det är i stort sett oförändrat sedan Windows 3.1, då programmet hade namnet Paintbrush. Från och med 1995 heter programmet bara Paint och programfilen heter mspaint.exe (även om kommandot pbrush också kan användas för att öppna Paint). I Windows 7 fick programmet en uppgradering och har bland annat fått ett helt nytt gränssnitt baserat på Microsoft Ribbon från Office 2007.
Förutom frihandsritning av kurvor (med penna och pensel), konstruktion av Bézier-kurvor, polygoner, ellipser och avrundade rektanglar och en så kallad "Retuschspruta", har Paint också funktioner för att spegelvända, rotera (dock endast 90°, 180° och 270°), skala, snedställa och färginvertera bilder.

## Stöd för filtyper
| typ          | öppna | spara |
| ------------ | ----- | ----- |
| JPEG (*.jpg) | ja    | ja    |
| Gif (*.gif)  | ja*   | ja*   |
| Png (*.png)  | ja    | ja    |
| TIFF (*.tif) | ja    | ja    |
| icon (*.ico) | ja    | ja    |
| BMP (*.bmp)  | ja    | ja    |
| dib (*.dib)  | ja    | ja**  |

*stödjer inte animerade bilder, utan öppnar första "filmrutan". Stödjer inte transparens heller, istället för transparent blir det svart.

**du måste själv skriva in ändelsen när filtypen är satt till BMP.